# Länsväg C 1100
Länsväg C 1100 går mellan Öregrund och Norrskedika vid riksväg 76 i Östhammars kommun, Uppsala län. Den är 11 kilometer lång.

## Historik
Från 1945 till 1985 hette vägen länsväg 286. 1985 degraderas vägen till övrig länsväg och slutade skyltas, men fick namnet C 1100.